# Groß Hehlen
Pour les articles homonymes, voir Hehlen et Klein Hehlen.

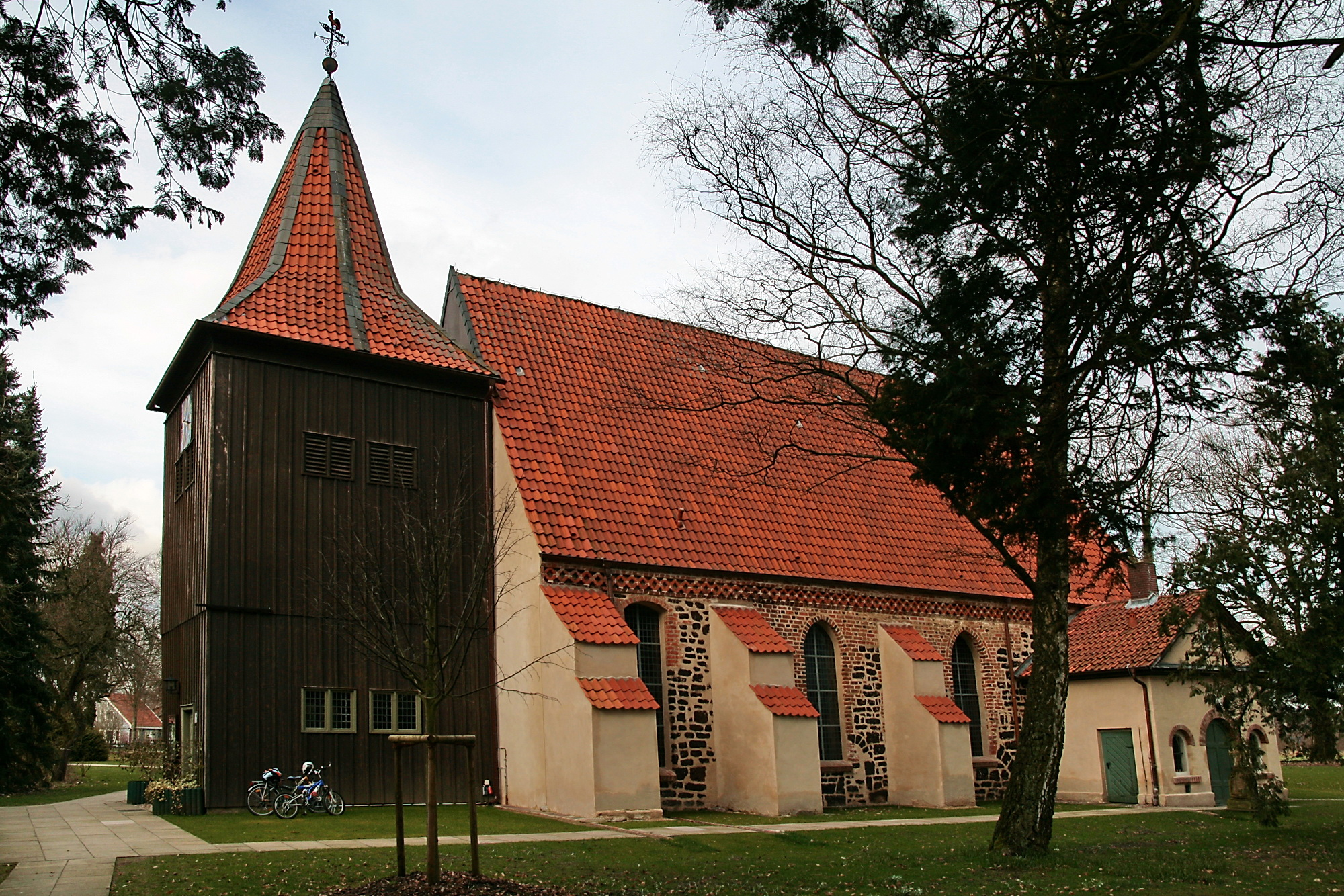
L'église Saint-Cyriaque, Groß Hehlen, Celle, Basse-Saxe, Allemagne.

Groß Hehlen est un quartier de la commune allemande de Celle, appartenant à l'arrondissement de Celle, dans le Land de Basse-Saxe.

## Géographie
La connexion à la ville s'effectue par la Kreisstraße 27 ainsi que la Bundesstraße 3 en provenance de Bergen.

## Histoire
L'église Saint-Cyriaque est mentionné pour la première fois en 1235.
Le 1er janvier 1973, Groß Hehlen est incorporé dans Celle.

## Source, notes et références
- (de) Cet article est partiellement ou en totalité issu de l’article de Wikipédia en allemand intitulé « Groß Hehlen » (voir la liste des auteurs).

1. 1 2  (de) « Groß Hehlen », sur Celle (consulté le 24 décembre 2021)
2. ↑  (de) Statistisches Bundesamt, Historisches Gemeindeverzeichnis für die Bundesrepublik Deutschland. Namens-, Grenz- und Schlüsselnummernänderungen bei Gemeinden, Kreisen und Regierungsbezirken vom 27.5.1970 bis 31.12.1982, 1983 (ISBN 3-17-003263-1)